# 岩上村石狮
岩上村石狮，原位于北京市房山区大石窝镇岩上村，是元朝石雕像。

## 简介
岩上村石狮是元朝遗物。《北京名胜古迹辞典》记载，岩上村石狮是村内张姓大户家的，张姓大户据传说是张驸马的后代，但张驸马名字失考，驸马府也早已无存。而据北京市文物研究所考古研究室主任郭京宁考证，岩上村石狮可能是曾主持元大都营建的元帅张柔的墓地遗存。
岩上村石狮本有一对，早年放在岩上村一处民居院落门口。1990年代，岩上村石狮中的一只被盗走，文物贩子非法交易所得达1.9万元人民币。2007年经河北省警方破案并追回，房山区文物部门将其安置在岩上村村委会院内。2013年5月8日，这只石狮再次被文物贩子盗走。这只石狮第一次被盗后，为了保证安全，另外一只石狮便被房山区文物部门收藏，实施迁址异地保存。
岩上村石狮为白色大理石材质，每只高约1米，长约1.4米，重约1吨，造型古朴生动。被盗的那只石狮足踏绣球、双目圆睁、肌肉丰满。
1986年，岩上村石狮以“石狮”之名被公布为北京市房山区文物保护单位。2013年再次被盗后，岩上村石狮被撤销北京市房山区文物保护单位资格。